# Крошечная бурозубка
Кро́шечная бурозу́бка или бурозубка Черского (лат. Sorex minutissimus) — млекопитающее семейства землеройковых (лат. Soricidae), рода Бурозубок (лат. Sorex). Самое маленькое из млекопитающих на территории России, второе самое маленькое млекопитающее в мире после карликовой белозубки и самый маленький представитель рода Бурозубок.

## Распространение
Крошечная бурозубка является транспалеарктом. Ареал её распространяется от Скандинавского полуострова на западе до островов Японии и Сахалина на востоке. Южная граница ареала пролегает по Орловской области России, северным районам Казахстана, северной Монголии, северному Китаю и Приморскому краю России. На севере данный вид встречается до границы зоны лесотундры с зоной тундр за Полярным кругом.

## Описание
Является самым маленьким млекопитающим России, насекомоядным Европы и самой маленькой Бурозубкой. Длина тела не превышает 4—5 сантиметров, хвоста — 2,5—3 сантиметра. Масса крошечной бурозубки достигает 4 граммов, в среднем — 1,8—2,9 грамма. Широкая крупная голова суживается в подвижный относительно короткий хоботок. Глаза и уши маленькие, еле заметные под мехом. Хвост довольно короткий по сравнению с родственными видами, (что объясняется меньшей длиной позвонков), его длина составляет около 54 % от общей длины тела.
Тело крошечной бурозубки покрыто коротким бархатистым мехом, тёмно-коричневым или бурым разной интенсивности на верхней части тела и более светлым серым или серебристо-белым на брюшке. Переход от тёмной окраски спины к светлой окраске брюшка отчётливо заметен на боках бурозубки. Хвост покрыт такой же густой и короткой шерстью и, как и тело, имеет двойной окрас — тёмный сверху и светлый снизу. Окрас зимой заметно более яркий.

## Экология
Типичными местами обитания крошечной бурозубки являются различные типы леса, пойменные участки, окраины болот. Может встречаться в горных тундрах, степях и полупустынях, однако, в связи с неспособностью передвигаться на большие расстояния, предпочитает места, где широкий кормовой выбор обеспечен независимо от погодных и климатических условий.
Крошечная бурозубка является видом с высокой активностью. Спит по 10—15 минут до 80 раз в сутки. Пищу ищет в пустотах почвы и на деревьях. Зимой питается исключительно в подснежном пространстве. Как и большинству из землеройковых, крошечной бурозубке ежесуточно необходимо потреблять количество пищи, превышающее их собственный вес в 1,5—2 и более раза. Без доступа к пище погибают в течение нескольких часов. Рацион состоит из различных насекомых и их личинок, паукообразных и моллюсков. На зиму делают запас из семян хвойных деревьев и, реже, грибов. Зимой могут поедать представителей своего вида, также могут съесть чужой и собственный помёт.
Максимальная продолжительность жизни — 15—18 месяцев. Период размножения длится в течение 3—4 месяцев, с мая по август. Беременность длится от 18 до 28 дней. За сезон самки приносят 1—2 помёта. В каждом приплоде может быть до 8 новорождённых (в среднем — 4—5). Молодые самки в размножении почти не участвуют.
Нор крошечные бурозубки не роют, предпочитая пользоваться ходами различных грызунов и кротов и почвенными трещинами и пустотами. На поверхности передвигаются под подстилкой листьев и в густой траве, создавая таким образом утрамбованные туннели. В спячку не впадают. Зимой из-под снега появляются только в холодные зимы, когда добывать насекомых из промёрзшей почвы становится невозможно.
Большая часть хищников, за исключением сов, не едят представителей этого вида, что связано с неприятным резким запахом крошечных бурозубок. Поэтому, в местах обитания бурозубок часто встречаются убитые и брошенные тела бурозубок. На крошечной бурозубке могут паразитировать вши и различные клещи́. Кроме того, данный вид является носителем палочки туляремии.
Обладают одной из самых высоких среди млекопитающих температурой тела — более 40 °C.

## Численность и охранный статус
Несмотря на достаточно обширный ареал, численность крошечной бурозубки нигде не бывает высокой. Кроме того, учёт затрудняется крайне небольшими размерами представителей вида. Наибольшая численность крошечной бурозубки наблюдается в таёжной зоне — 200—600 зверьков на гектар. В тундре численность ниже в 3—5 раз.
Занесена в Красную книгу Мурманской и Тверской областей, охраняется на территории Лапландского заповедника.